# 제천여자고등학교
제천여자고등학교(提川女子高等學校)는 대한민국 충청북도 제천시 서부동에 있는 공립 고등학교이다.

## 학교 연혁
- 1942년 6월 11일 : 제천 공립실과 여학교 2년제 설립 인가
- 1942년 7월 3일 : 개교식
- 1945년 3월 22일 : 실과 여학교 제1회 졸업식(29명)
- 1952년 3월 27일 : 고등학교 제1회 졸업식(22명)
- 1976년 1월 20일 : 중·고등학교 분리(중학교 신축 교사로 이전)
- 2010년 6월 17일 : 목련학사 개관(180명 입사)
- 2013년 12월 27일 : 2013년 대한민국 행복학교 선정
- 2020년 3월 1일 : 자율학교 재지정 (~ 2025.02.28.)
- 2022년 2월 18일 : 교과교실제 학점제형 도입 및 운영
- 2023년 9월 1일 : 강현구 교장 부임
- 2024년 2월 8일 : 제73회 졸업식(162명 졸업, 누계 21,626명)
- 2024년 3월 4일 : 신입생 191명 입학

## 참고 자료
- 제천여자고등학교 - 한국교육학술정보원 학교알리미